# Simca 1000
 (octobre 2020).
Ne doit pas être confondu avec Simca 1100.
La Simca 1000 est une petite automobile du constructeur Simca. Lancée quelques jours avant le 15 août 1961, elle conforte la marque de Poissy dans son rang de grand constructeur français. Mise en chantier en 1957 par Henri Théodore Pigozzi, patron de Simca, puis commercialisée en 1961, cette petite voiture économique est issue des suites de la crise de l'énergie consécutive à la nationalisation du canal de Suez en 1956.
Avec une carrosserie carrée et classique à trois volumes, la Simca 1000, qui se situe 
dans la gamme Simca de l'époque en dessous de l'Aronde P60, est une « tout à l'arrière » dotée d'une suspension à quatre roues indépendantes (ressorts hélicoïdaux à l'arrière et à lames transversales à l'avant) et d'un moteur quatre-cylindres longitudinal en porte-à-faux arrière avec une boîte à quatre rapports synchronisés (licence Porsche). Ce fut la dernière voiture à recevoir la contribution du bureau d'études Fiat pour sa conception très proche de la Fiat 850 et reprenant la suspension de la Fiat 600.
Lancée la même année que deux autres petites voitures françaises, la Citroën Ami 6 et la Renault 4, elle concurrença principalement la Renault Dauphine puis la Renault 8, toutes deux à moteur arrière. Certaines versions sportives préparées pour la compétition se sont montrées capables de lutter efficacement en rallye et dans les courses de côte.

## Historique

### Contexte historique

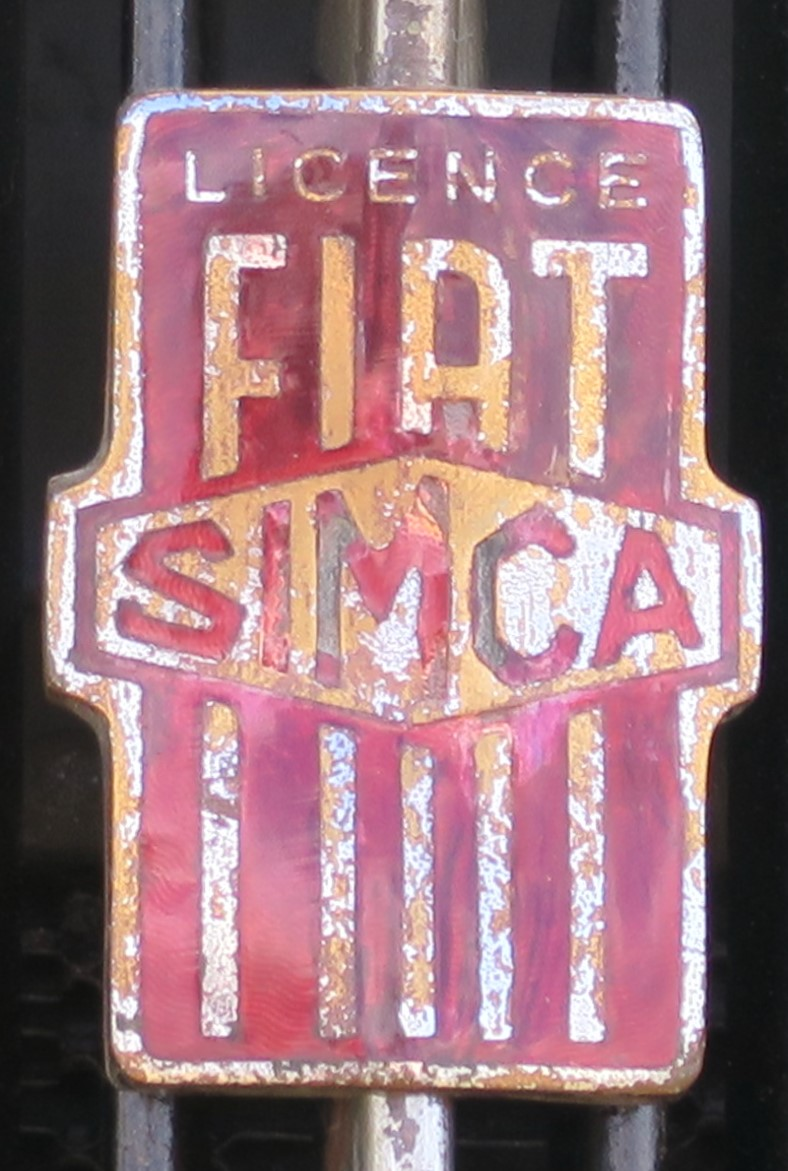
Premier logotype Fiat Simca (1935).

La société Simca, marque du constructeur automobile, a été créée juridiquement le 2 novembre 1934 et la production de voitures démarra le 1er juillet 1935. Elle est l'émanation de la société SAFAF - Société anonyme française des automobiles Fiat créée en 1934, filiale directe de Fiat Italie et dirigée par un jeune piémontais de 28 ans, Enrico Teodoro Pigozzi. En 1929, les conséquences du krach boursier de New York a plongé le monde occidental dans une grande dépression.
Les mesures protectionnistes prises par le gouvernement français ont pour effet de doubler les droits de douane sur tous les produits importés. L'assemblage des voitures Fiat en CKD n'est plus possible et en 1932, la SAFAF devient « Société Anonyme Française pour la fabrication en France des Automobiles Fiat » et le logotype fait maintenant apparaître le nom Simca. À partir de l'été 1938, Simca orne ses véhicules d'un nouveau logo comportant une hirondelle blanche sur fond bleu, symbolisant le slogan de ses voitures : un appétit d'oiseau. Il devient l'emblème de la marque tandis que toute allusion à la société mère Fiat est prudemment effacée car, avec la situation internationale de plus en plus tendue, la xénophobie, notamment envers l'Italie fasciste, prend beaucoup d'ampleur en France. En 1942, Simca est intégré à la Générale Française Automobile (GFA) avec les constructeurs Delahaye-Delage, Unic, Laffly et Bernard pour rationaliser la fabrication automobile française.
À la libération, Simca échappe à la nationalisation et reprend la fabrication des modèles Fiat francisés. Au printemps 1951, Henri Théodore Pigozzi qui a été contraint de franciser son prénom, est fier de lancer le premier modèle Simca qui ne soit pas une Fiat, la Simca Aronde, bien qu'étudiée aussi à Turin et utilisant un moteur Fiat. En fin d'année 1954, Simca rachète Ford SAF, la filiale française du géant américain qui prend une participation de 15 % dans le capital de Simca lors de l'augmentation de capital nécessaire au rachat de l'entreprise. En 1958, Ford revend sa participation de 15 % dans Simca à Chrysler qui rachète 10 % supplémentaires lors de l'augmentation de capital pour permettre à Simca de racheter Talbot. Fiat ne dispose plus que de 75 % du capital de Simca en 1959.
Grâce à cet apport de capitaux frais, Simca peut lancer la conception d'un nouveau modèle, d'entrée de gamme, pour remplacer la Simca 6 abandonnée en 1951. Pigozzi n'a pu s'opposer à la montée de Chrysler au capital, se méfie des américains avec qui il n'entretient pas d'excellentes relations. Pigozzi se sent toujours très proche de son actionnaire principal, le géant italien de Turin et ses dirigeants, Vittorio Valletta son DG et Dante Giacosa, le patron du bureau d'études du groupe Fiat. Lors d'une visite à Turin, il découvre les plans d'un futur modèle. À cette époque, Fiat détenait plus de 70 % du marché automobile italien et la direction commerciale avait obtenu la réalisation d'un nouveau modèle de berline destiné à occuper le créneau entre la petite Fiat 600 et la familiale Fiat 1100. Le nom familier du projet était "850" puisque cette cylindrée était la moyenne arithmétique entre 600 et 1100.
Le projet sur lequel travaillait Dante Giacosa était, selon la coutume du constructeur italien depuis 1945, un numéro d'ordre, projet 122. C'était une berline quatre portes avec le moteur placé à l'arrière, vu le refus du sénateur Giovanni Agnelli d'adopter la traction avant, déjà mise au point en 1931 pour la 500 Topolino. Les études étaient menées tambour battant dans la plus grande confidentialité. C'était sans compter sur le caractère très persuasif de Henri Théodore Pigozzi qui, découvrant une des premières maquettes, réussit à convaincre les dirigeants italiens de lui céder les études pour en faire la Simca 1000. Dante Giacosa dut, bien malgré lui, se résoudre à étudier en catastrophe un nouveau modèle très étroitement dérivé de la Fiat 600 qui portera le code projet 100G, 100 comme la Fiat 600 et G pour "grande". Le projet 122 sera porté à son terme par Fiat pour créer la Simca 1000 sous le nom de projet 122-950, comme la cylindrée du nouveau moteur Fiat destiné à Simca.

### La Simca 1000
Lors de sa présentation au Salon de Paris du 4 octobre 1961, la Simca 1000 obtint le Grand Prix de l'Art et de l'industrie pour sa ligne élégante due au styliste turinois Mario Revelli de Beaumont. En mars 1962, un joli coupé 1000 dessiné par Bertone en sera dérivé, il prendra une allure nettement plus sportive à partir de juin 1967 en devenant 1200 S.
En septembre 1962, la puissance du moteur passe de 36 à 39 ch DIN, tandis que l'ancien groupe est récupéré par la Simca 900, nouvelle version bas de gamme de la 1000, et qu'apparaît brièvement en 1963-64 une 900 C de 39 ch.
Pour les modèles 1963, une 1000 Luxe est lancée, remplacée un an plus tard par la 1000 GL équipée du moteur 42 ch DIN du coupé.
Cette même année, un accord de coopération est signé avec le constructeur italien Abarth pour qu'il réalise une version sportive de la Simca 1000, la Simca Abarth 1150.
Abarth présentera sur son stand au Salon de l'automobile de Turin, en novembre 1963, pas moins de quatre modèles Simca allant de 55 à 85 ch : 1150 (55 ch), 1150S (58 ch), 1150SS (65 ch) et 1150 SS Corsa (85 ch).
À la suite de la prise de contrôle de Simca par Chrysler, la nouvelle direction refusa de distribuer ces voitures en France pour des raisons inconnues. La fabrication ne concernera que quelques exemplaires et sera arrêtée dès le début de 1965 laissant la voie libre à la Renault 8 Gordini (95 ch SAE) présentée en septembre 1964.
Pour 1965, la 1000 GLS bénéficie de sièges couchette tandis qu'apparaît une 1000 GLA à boîte semi-automatique trois rapports Ferodo, qui cède la place une année plus tard à l'option semi-auto sur les GL et GLS.
Pour 1966, la 900 devient 1000 L et la 1000, 1000 LS. La nouvelle planche de bord adopte un compteur de vitesse horizontal et les vitres de portière avant s'équipent d'un déflecteur (GL et GLS) puis une 1000 Commerciale dépouillée apparaît brièvement pour 1967.
Pour 1968, un moteur dérivé de la Simca 1100 (« moteur Poissy ») fait son apparition en 39 ch pour la L/LS et 42 ch pour la GL/GLS.
La Simca 1000 est profondément modifiée pour 1969 : la direction à vis et galet longtemps critiquée devient à crémaillère, ensuite l'avant est revu avec des phares plus gros, une nouvelle calandre et des clignotants débordants, la batterie passe sous le capot avant et enfin, à l'arrière, des feux agrandis et carrés remplacent les précédents de forme ronde.
La nouvelle gamme se constitue alors de l'économique Sim'4 (777 cm3 et 4 CV), la 1000 (944 cm3 et 5 CV) et la 1000 Spécial (1 118 cm3 et 6 CV) qui remplace les 1000 GL et GLS.
Un an plus tard, deux chevaux s'ajoutent aux Sim'4 et 1000, quatre chevaux à la Spécial.
À partir de 1970, la marque développera les versions sportives 1000 Rallye, Rallye 1, Rallye 2 et Rallye 3 à partir de la 1000 Spécial puis la 1000 sera rescindée en versions LS et GL.
Pour 1972, la Sim'4 disparaît et la GLS réapparaît avec une boîte de vitesses manuelle (6 CV) ou avec la boîte de vitesses semi-automatique (5 CV).
Toutes les Simca 1000 héritent d'un carrossage négatif des roues arrière de type 1000 Rallye 1 (roues en V inversé) pour 1973 et d'un tableau de bord à cadrans ronds pour 1975.
En mars 1976, Simca, devançant d'un mois la 2CV Spot, lance un nouveau concept marketing en Europe avec la série spéciale Simca 1000 Extra.
En septembre 1976, pour l'année modèle 1977, les GLS 6 CV et Spécial 7 CV deviennent des SR. Un an plus tard, la 1000 adopte des phares rectangulaires avec grande calandre noire sous un capot plat tandis que la gamme se simplifie autour de la 1005 LS (944 cm3), la 1006 GLS (1 118 cm3), la Rallye 1 et la Rallye 2 bientôt suivie par la Rallye 3.
En mai 1978, la production s'arrête, 1 949 407 véhicules auront été construits. La Simca 1000 attendra 1981 pour être remplacée par la Talbot Samba.

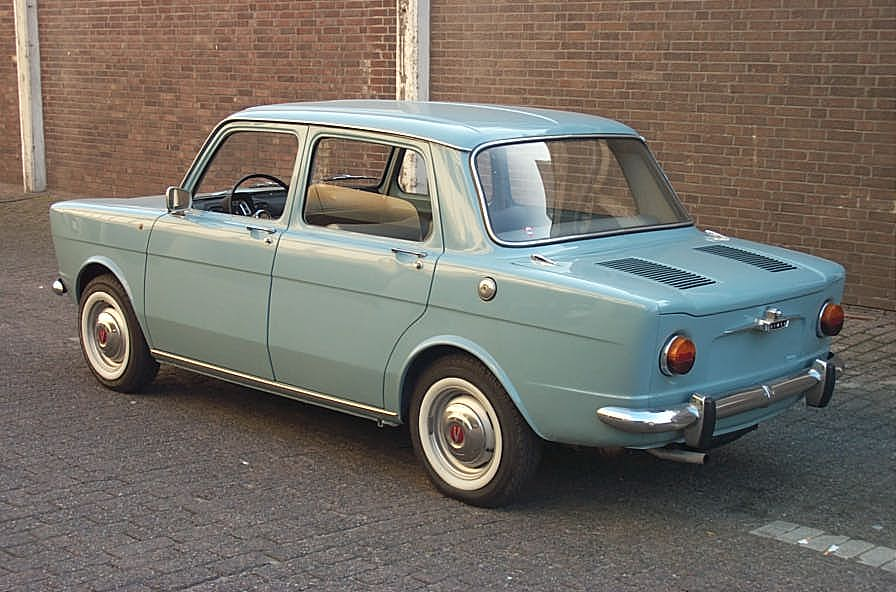
Simca 1000 de 1963.
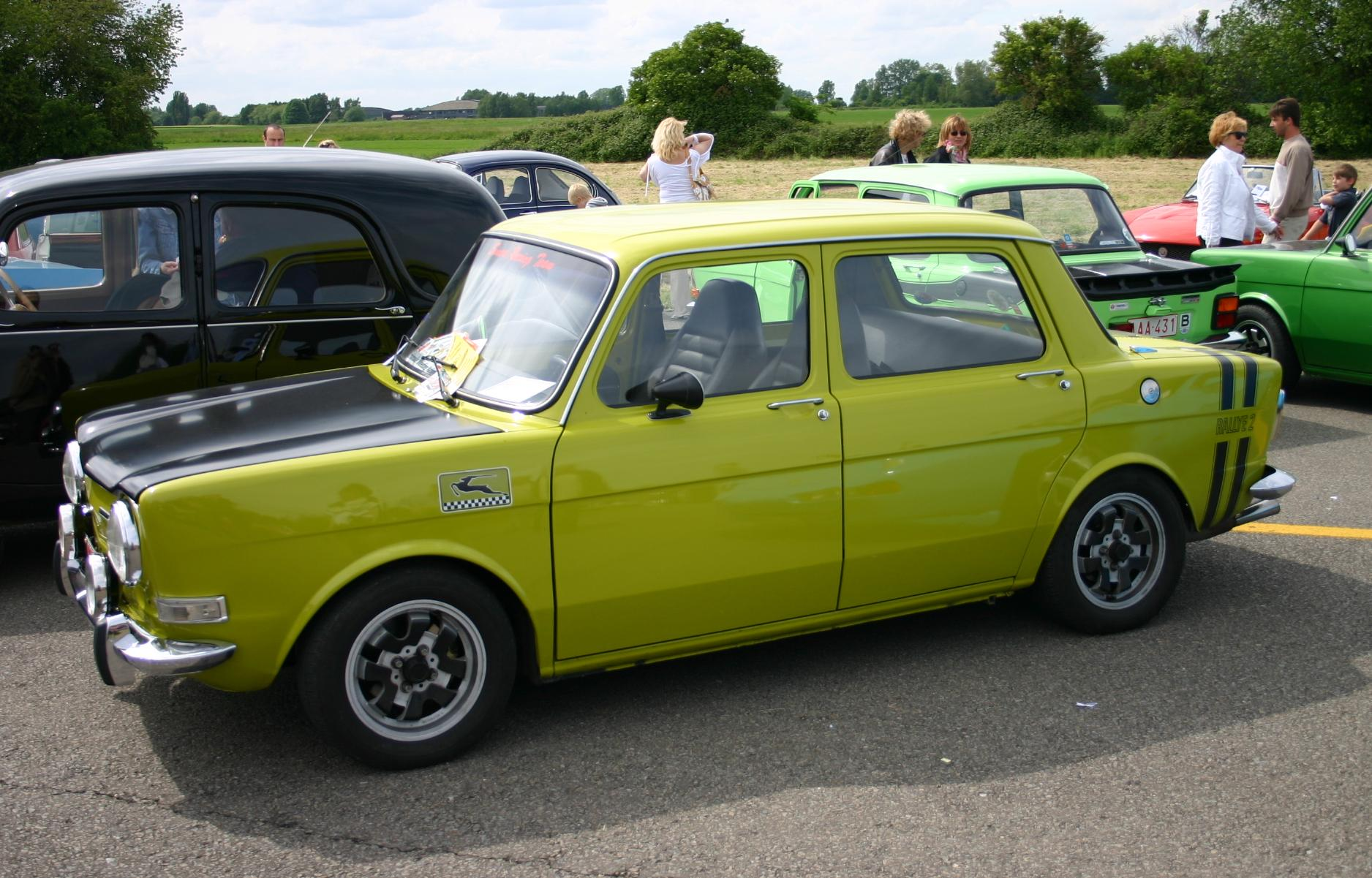
Simca 1000 Rallye 2.
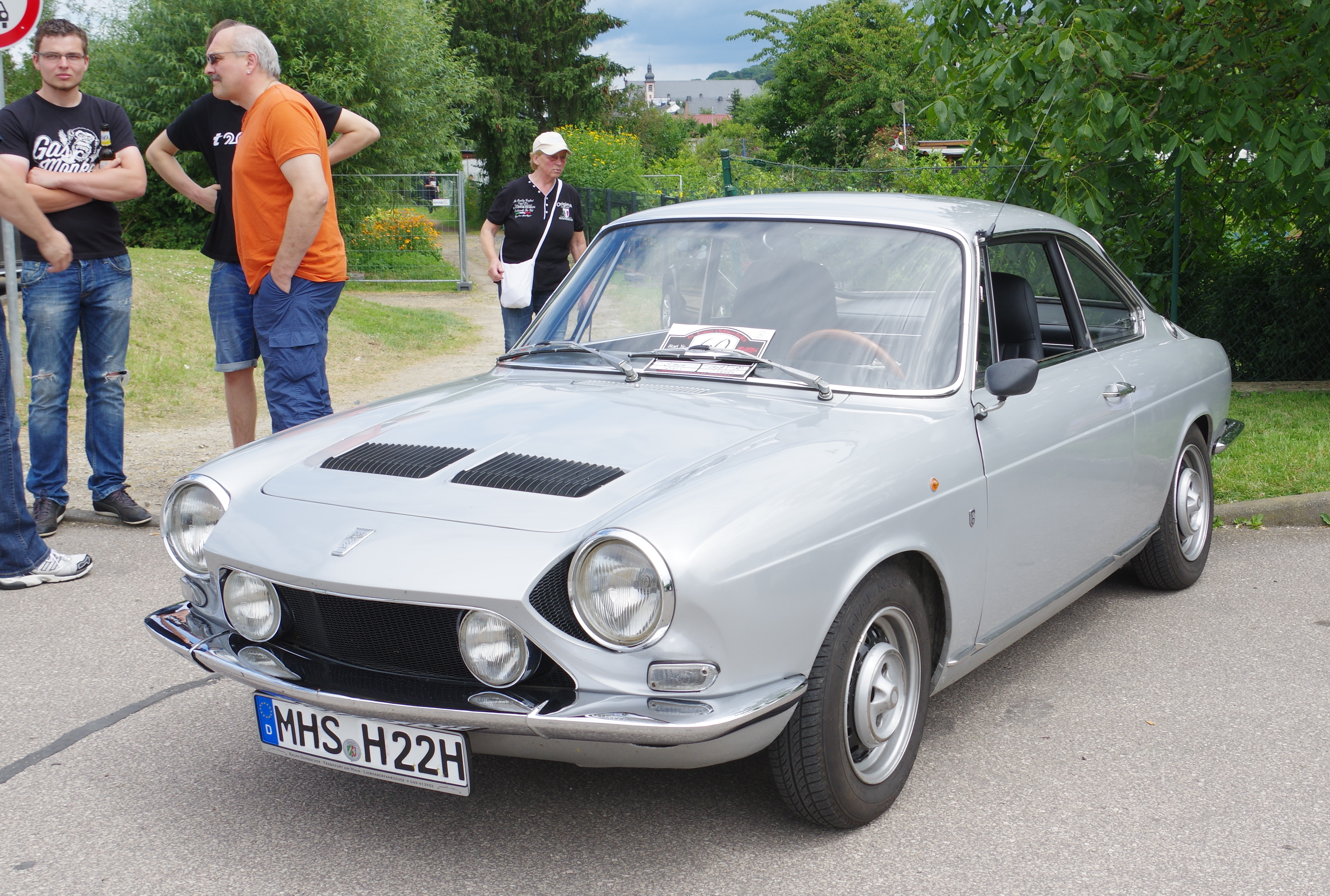
Coupé Simca 1200 S.

## Caractéristiques

### Chaîne cinématique

#### Motorisations
| Modèle et boîte                     | Construction | Moteur               | Cylindrée | Performance                  | Couple                | 0 à 100 km/h | Vitesse maximale | Consommation et émissions de CO2 |
| ----------------------------------- | ------------ | -------------------- | --------- | ---------------------------- | --------------------- | ------------ | ---------------- | -------------------------------- |
| Simca 1000 LS / GLS (boîte méca. 4) | 1963 - 1966  | 4 cylindres en ligne | 944 cm3   | 29 kW (39 ch) à 5 200 tr/min | 74 N m à 3 400 tr/min |              | 130 km/h         |                                  |
| Simca 1000 LS (boîte méca. 4)       | 1972 - 1976  | 4 cylindres en ligne | 944 cm3   | 32 kW (44 ch) à 5 800 tr/min | 63 N m à 2 200 tr/min |              | 133 km/h         |                                  |
| Simca 1000 GLS (boîte méca. 4)      | 1971 - 1976  | 4 cylindres en ligne | 944 cm3   | 37 kW (50 ch) à 5 800 tr/min | 63 N m à 2 200 tr/min |              | 133 km/h         |                                  |

## Modèles à partir du millésime 1969
- Sim'4 (version économique) : moteur de 777 cm3 développant 31 ch (115 km/h)[5] puis 33 ch jusqu'à 1972 (120 km/h) [5].
- 1000 (économique) pour les modèles 1971, 1000 LS pour 1972 puis 1005 LS pour 1977 et 1978[5] : 944 cm3 44 ch (132 km/h)[5].
- 1000 GLE : idem LS avec équipement de la GLS (confort) à partir de février 1974[5]. La 1000 GLE devient la 1000 GLS pour 1976[5].
- 1000 (confort) puis 1000 GL pour 1971[5] : 944 cm3 développant 42 ch puis 44 ch, sera supprimée en 1971 au profit de la 1000 GLS[5].
- 1000 GLS (confort) pour 1972[5] puis 1006 GLS pour 1977 et 1978[5] : 1 118 cm3 (moteur Poissy) 53 ch (150 km/h) puis 55 ch pour 1973.
- 1000 Spécial (sport) : 1 118 cm3 développant 49 ch (145 km/h) puis 53 ch (150 km/h), 1 294 cm3 60 ch (155 km/h) à partir de février 1972[5], sera remplacée par les 1000 SR 1 118 cm3 55 ch et 1 244 cm3 60 ch pour 1976[5].

### Exportation
De 1964 à 1969, des Simca 1000 fabriquées en France ont été vendues aux États-Unis sous le nom de Simca 1118. Il semble qu'à peine 15 000 exemplaires aient été exportés aux États-Unis et au Canada.

## Les Simca 1000 produites à l'étranger
La production de la Simca 1000 en France s'est élevée à 1 642 091 exemplaires. Presque 300 000 exemplaires ont été produits à l'étranger.

### Espagne: Simca 1000 Barreiros

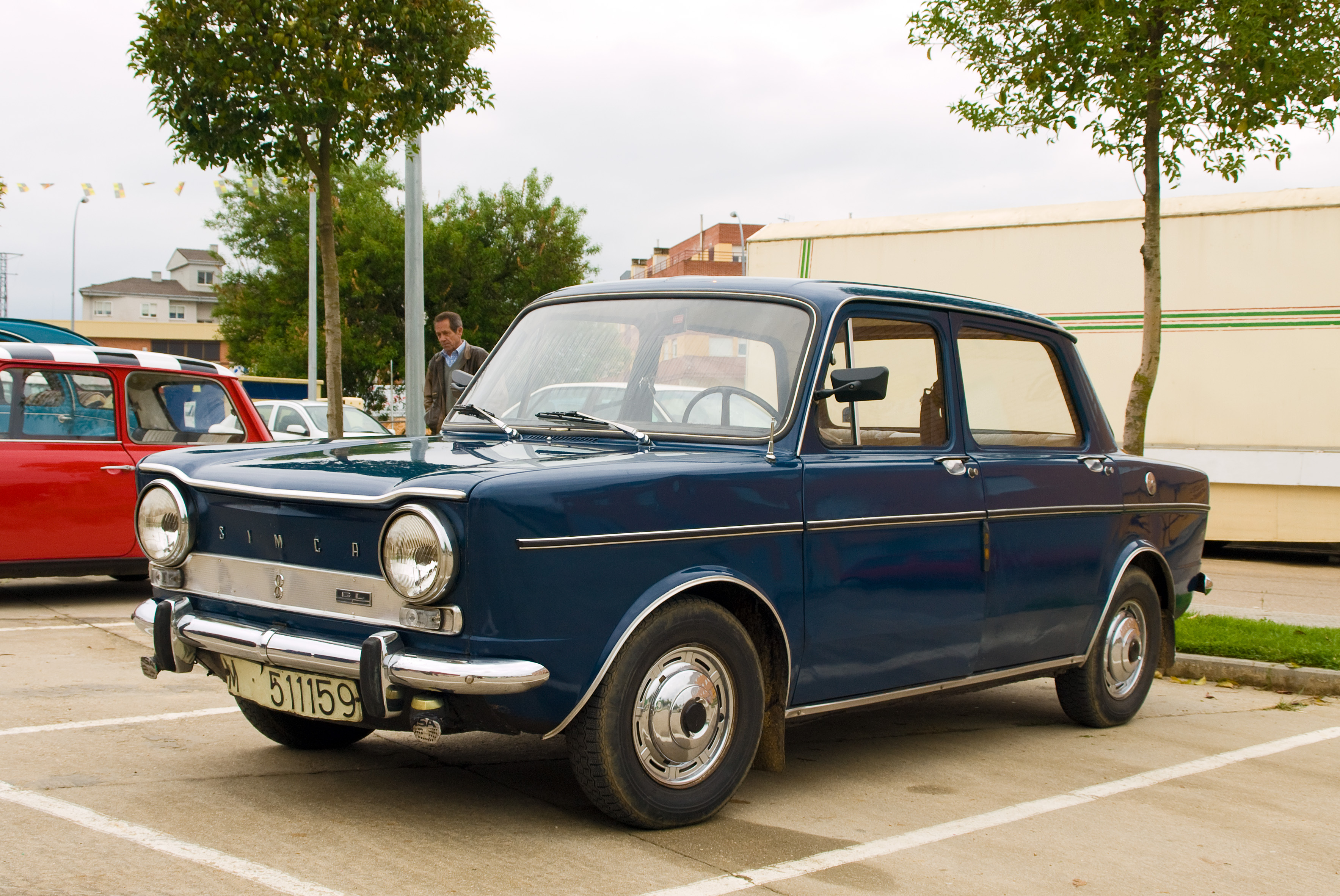
Simca 1000 Barreiros (1966).

À la suite de la guerre civile espagnole entre 1936 et 1939, les sanctions internationales ont sévèrement touché le pays en lui infligeant un isolement complet au niveau du commerce avec les États démocratiques. Il était interdit de vendre à l'Espagne quelque produit industriel que ce soit, ni pièces détachées sauf à être autorisé à installer sur place une unité de production. De même, il était interdit à l'Espagne d'exporter quoi que ce soit sauf des produits agricoles. Dans ces conditions, la seule possibilité pour un constructeur automobile était d'y installer une usine de production locale ou de délivrer une licence à un constructeur espagnol existant.
La société Barreiros Diesel SA a été créée en 1954 pour produire initialement des moteurs diesel, mais l'évolution de la société l'oriente vers la production de véhicules industriels. Le gouvernement du Caudillo Franco, le dictateur espagnol, lui refuse cependant les autorisations administratives indispensables. Elle devra attendre 1957, après avoir remporté un appel d'offres pour la fourniture de 200 camions à l'armée du dictateur portugais Salazar, pour que les choses se débloquent enfin.
Au tout début des années 1960, après avoir pris une participation dans Simca en France, Chrysler aimerait s'implanter en Espagne et négocie un accord avec Barreiros. Le contrat de licence est signé en juin 1964, contre une prise de participation de Chrysler de 35 % et peu après de 5 % supplémentaires.

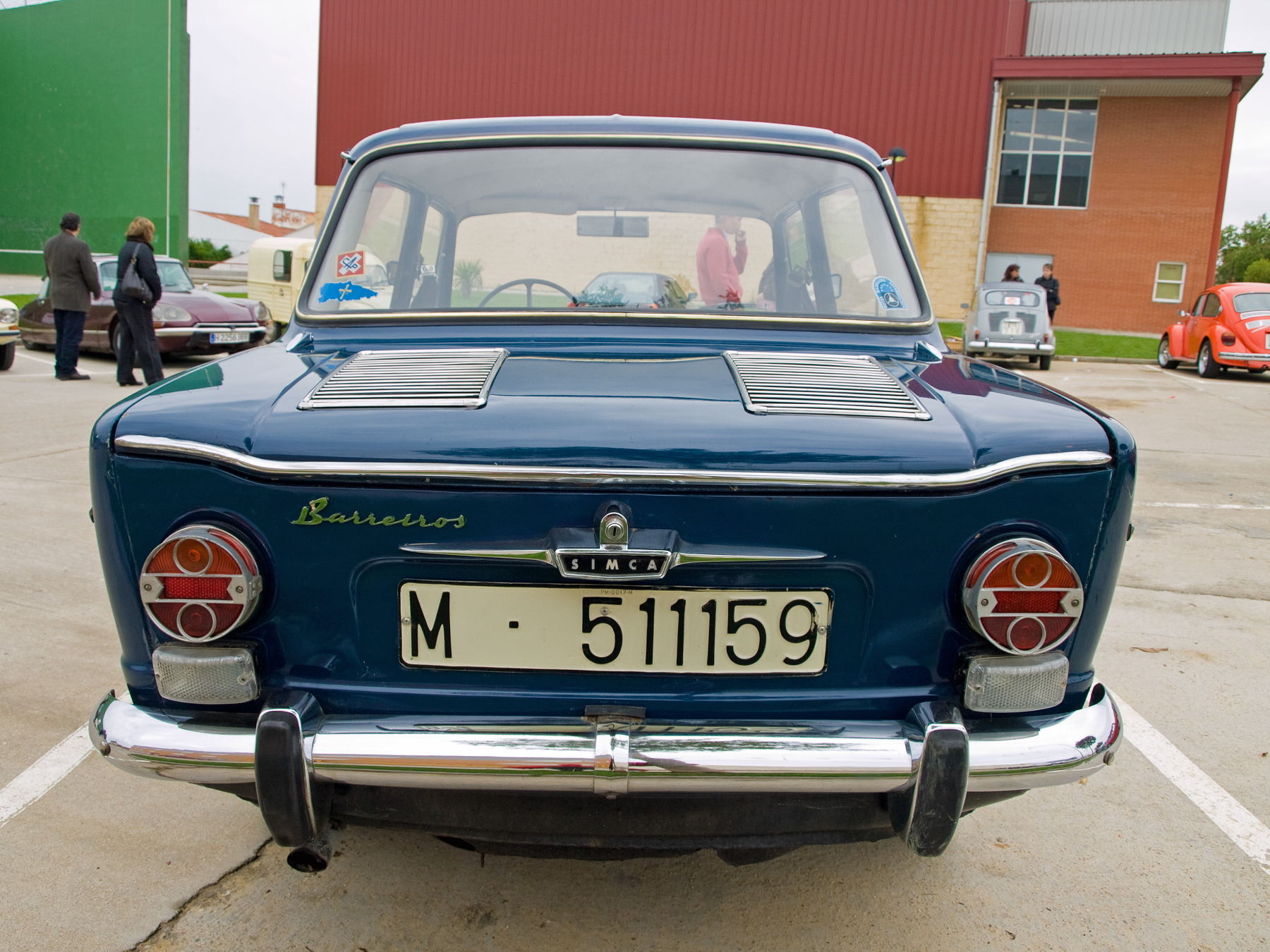
Simca 1000 Barreiros, vue arrière.

Dès 1965, Barreiros se lance dans la fabrication locale de la Dodge Dart et, en 1966, de la Simca 1000, modèle plus conforme aux besoins du marché espagnol. La voiture est commercialisée sous la marque Simca, mais le logo Barreiros figure au centre de la calandre et en toutes lettres sur la malle arrière.
L'usine Barreiros de Villaverde, près de Madrid, produit 232 168 Simca 1000 entre 1966 et 1977.

### Colombie: Simca 1000 CKD
La filiale Chrysler Colmotores assemble 26 984 exemplaires de la Simca 1000 berline entre 1969 et 1977 en CKD en provenance d'Espagne.

### Chili: Simca 1000 CKD
L'usine Chrysler Chile assemble quelques centaines de Simca 1000 berline en CKD de France au milieu des années 1960.

### Italie: Simca Abarth 1150
À la demande de Henri Théodore Pigozzi, patron de Simca, au tout début de l’année 1961, les négociations engagées entre Simca, filiale de Fiat et Abarth, préparateur officiel de Fiat débouchent sur un accord entre Abarth et Simca qui engage le préparateur italien à concevoir une voiture sportive sur la base de la Simca 1000 de série ainsi qu'un Coupé reposant sur la même plateforme mais adoptant un moteur Abarth. Abarth développe quatre prototypes à partir de la Simca 1000 présentant chacun un degré de préparation différent. La Simca-Abarth 1150 avec 55 ch, la 1150 S avec 58 ch, la 1150 SS avec 65 ch et la 1150 Tipo Corsa de 85 ch. Ces versions sont toutes équipées du moteur de base Simca mais dont la cylindrée a été portée à 1 137 cm3 par Abarth tandis que le reste de la voiture ne change pas, sauf pour les quatre freins à disques. Les modèles sont présentés à la direction de Simca qui n'apporte aucune réponse. Par contre, comme prévu au contrat, les Abarth-Simca 1300GT sont homologuées en compétition dès 1962 et présentés officiellement au Salon de Genève 1962. Attendant toujours la réponse de Simca qui avait été entièrement racheté par Chrysler, au Salon de l'automobile de Turin 1963, les quatre voitures sont officiellement présentées sur le stand Abarth et non pas Simca. La direction américaine de Simca aurait opposé une fin de non recevoir à Abarth pour la distribution des Simca-Abarth dans son propre réseau, comme prévu au contrat. La commercialisation de la voiture débuta dans la foulée en Italie et en Allemagne uniquement à travers le réseau Abarth et quand il propose à Simca de la distribuer en France, Abarth reçoit un refus catégorique de Chrysler. À l'époque, il n'était pas de bon ton de trainer un grand constructeur devant la justice pour non-respect des clauses contractuelles. Abarth mit immédiatement fin à cette collaboration et arrêta la fabrication des modèles. Moins de 100 exemplaires ont été produits.

## Dans la culture populaire
La chanteuse et compositrice Marianne Sbriglio prend en 1963, année de son premier disque, le nom de scène de Marianne Mille — qu'elle conservera ensuite toute sa carrière — à la suite d'un partenariat avec la marque Simca, qui souhaite alors développer les ventes de la Simca 1000. C'est posant sur le capot d'une modèle de ce type, blanc, que l'artiste apparaît sur la pochette de ce disque. 
L'humoriste et comique Pierre Péchin dans son sketch La Cèggal è la Foôrmi de 1976 parle d'une « Simca 1000 Pigeot ». 
Dans sa chanson Le Retour de Gérard Lambert issue de l'album du même nom sorti en 1981, Renaud décrit le personnage éponyme comme conducteur d'une Simca 1000. 
Le groupe espagnol Los Inhumanos (es), en 1988, évoque de manière humoriste la Simca 1000. 
Dans un sketch du duo comique Les Chevaliers du fiel, l'un des deux chante une chanson humoristique titrée La Simca 1000. Assez inattendu pour eux, le grand succès de cette chanson auprès du public les pousse à enregistrer en 1996 un disque, dont le titre est puisé dans les paroles : Je te prendrai nue dans la Simca 1000, qui se vendra en six mois à quatre cent mille exemplaires.